# Osman Bukari
Osman Bukari (Acra, 13 de dezembro de 1998) é um futebolista ganense que atua como meio-campista. Atualmente, joga pelo Estrela Vermelha e pela Seleção Ganesa.

## Carreira

### AS Trenčín
O primeiro clube europeu na carreira profissional foi o AS Trenčin, da Eslováquia . Em julho de 2018 vindo do Accra Lions em sua terra natal. Em seus dois anos no futebol eslovaco, foi um dos melhores jogadores de sua equipe, disputando 66 partidas e registrando 16 gols e 25 assistências. Na temporada 2019-20, ele foi oficialmente o melhor jogador de Trenčin e foi indicado para o melhor XI da liga. Ele também estava na lista de três nomes para o melhor jogador da temporada.

### Estrela Vermelha de Belgrado
O campeão sérvio Estrela Vermelha de Belgrado contratou Bukari  em 21 de junho de 2022 em um negócio no valor de € 3 milhões. Ele fez sua estreia no clube contra Radnički Niš  e marcou na mesma partida. Ele foi o melhor em campo com três gols em uma assistência na partida de qualificação do Red Star Belgrado para a Liga dos Campeões da UEFA contra o Pyunik, na qual o time sérvio venceu por 5-0. Bukari marcou um dos melhores gols vistos no derby eterno quando marcou com um belo voleio de pé esquerdo no empate de 1 a 1 do Estrela Vermelha de Belgrado no rival Partizan .

## Seleção
Fez sua estreia em Gana em 25 de março de 2021 contra a África do Sul  em uma partida de qualificação para a Copa das Nações da África . As boas atuações em nível de clube pelo FC Nantes e Red Star Belgrado valeram-lhe uma convocação do Black Stars e ele é titular da seleção nacional desde março de 2022. Ele marcou seu primeiro gol por seu país em 1º de junho de 2022 nas eliminatórias da AFCON contra Madagascar . Foi convocado pelo técnico da seleção Otto Addo para representar o Black Stars na Copa do Mundo de 2022 . Marcou um dos gols de Gana na derrota, 3x2 para Seleção Portuguesa pelo Grupo H na Copa do Mundo FIFA de 2022, na comemoração, saltou e fez o tradicional "siiiiiu" de Cristiano Ronaldo.
| Nº | Encontro               | Local                                       | Boné | Oponente   | Pontuação | Resultado | Concorrência                                               |
| -- | ---------------------- | ------------------------------------------- | ---- | ---------- | --------- | --------- | ---------------------------------------------------------- |
| 1  | 1 de junho de 2022     | Cape Coast Sports Stadium, Cape Coast, Gana | 5    | Madagáscar | 3–0       | 3–0       | Qualificação para o Campeonato Africano das Nações de 2023 |
| 2  | 24 de novembro de 2022 | Estádio 974, Doha, Catar                    | 8    | Portugal   | 2–3       | 2–3       | Copa do Mundo Fifa 2022                                    |

Atualizado até partida disputada em 24 de novembro de 2022.